# American Crime
American Crime ist eine US-amerikanische Fernsehserie des Senders ABC. Das Drehbuch für die erste Staffel schrieb der Oscar-prämierte Autor John Ridley (12 Years a Slave). Die Ausstrahlung der elf Folgen umfassenden ersten Staffel erfolgte in den Vereinigten Staaten vom 5. März bis 14. Mai 2015 auf ABC. Die deutschsprachige Premiere fand vom 16. März bis 25. Mai 2015 im Pay-TV-Sender 13th Street statt. Die Serie ist auch bei Amazon Prime abrufbar. Nach Ausstrahlung der dritten Staffel gab ABC im Mai 2017 die Einstellung der Serie bekannt.

## Handlung

### Staffel 1
Nachdem ihr Sohn und Kriegsveteran Matt bei einem Einbruch ermordet wird und seine Ehefrau Gwen schwer verletzt wurde, suchen die geschiedenen Eltern Barbara Hanlon und Russ Skokie nach Gerechtigkeit für den Verlust ihres Sohnes. Auch die Schwiegereltern von Matt, deren Tochter Gwen im Koma liegt, suchen einen Weg, um mit der schwierigen Situation zurechtzukommen. Als die Polizei vier Verdächtige festnimmt, kommen ungeahnte Geheimnisse zum Vorschein, welche die beiden Familien der Opfer vor weitere Bewährungsproben stellen. Derweil kämpfen die Verdächtigen und deren Angehörige gegen Rassendiskriminierung, das amerikanische Justizsystem und die Ressentiments der Opferfamilien.

### Staffel 2
Von Anne Blaines Sohn Taylor, der mit einem Stipendium auf eine teure Privatschule geht, tauchen in den sozialen Medien Fotos auf, welchen ihn offenbar unter Drogen- und Alkoholeinfluss zeigen. Daraufhin beschuldigt sie die Spieler der Basketballmannschaft, ihren Sohn vergewaltigt zu haben und zeigt den Vorfall bei der Schulleitung an. Während die Schulleiterin versucht, einen bevorstehenden Skandal zu verhindern, sucht die Mutter Hilfe bei der Polizei und den Medien.

### Staffel 3
Die Familie Hesby beschäftigt auf ihren Farmen in North Carolina vermehrt illegale Erntehelfer als billige Arbeitskräfte, um die Einkaufspreise der Supermärkte erfüllen zu können. Einer von ihnen ist der Mexikaner Luis Salaza, der auf der Suche nach seinem ausgerissenen Sohn illegal in die Vereinigten Staaten eingereist ist. Als mehrere Arbeiter bei einem Brand ums Leben kommen, beginnt Jeanette Hesby, eine der Schwiegertöchter der Farmer-Familie, sich für die Arbeitsumstände der Erntehelfer zu interessieren. Kimara Walters arbeitet für eine Nichtregierungsorganisation, die sich um Schicksale von sexuell ausgebeuteten Menschen kümmert. Sie hilft unter anderem der 17-jährigen Shae, ihrem Zuhälter zu entkommen. Auch Nicholas Coates, Inhaber einer Möbelfirma, kämpft mit dem Preisverfall am Markt. Seine Frau Claire stellt Gabrielle aus Haiti ein, welche sich als Kindermädchen um ihren Sohn kümmern und ihm Französisch beibringen soll, damit sie mehr Zeit mit ihrem Ehemann verbringen kann.

## Hintergrund und Produktion
Als es im Juli 2013, nach dem Freispruch des Angeklagten im Todesfall Trayvon Martins, zu bundesweiten Demonstrationen gegen Rassendiskriminierung und Polizeiwillkür in den USA kam, begann ABC-Unterhaltungschef Paul Lee über eine Serie nachzudenken, die das zeitgenössische Amerika thematisiert. Im Oktober 2013 gab ABC schließlich bekannt, zusammen mit John Ridley, dem Drehbuchautor des Kinofilms 12 Years a Slave, an einer Pilotfolge für das Krimidrama American Crime zu arbeiten. Ohne einen konkreten Veröffentlichungstermin zu nennen, wurde das Projekt von ABC Anfang 2014 zur Produktion freigegeben und am 8. Mai 2014 die erste Staffel bestellt.
Als Schauspieler für die erste Staffel wurden am 14. Februar 2014 Elvis Nolasco und Caitlin Gerard bekanntgegeben. Später wurden weitere Rollen unter anderem durch Timothy Hutton, Penelope Ann Miller, Benito Martinez, W. Earl Brown, Felicity Huffman und Regina King besetzt. Im November 2014 gab ABC bekannt, die Serie ab dem 5. März 2015 auszustrahlen. Anfang Mai 2015 wurde American Crime um eine zweite Staffel verlängert. Eine dritte Staffel wurde im Mai 2016 bestellt.
American Crime ist eine Anthologie-Serie, bei der jede Staffel über eine zum Großteil gleichbleibende Besetzung, aber andere Handlung verfügt.
Die Handlung der ersten Staffel spielt im kalifornischen Modesto, gedreht wurde jedoch in Austin (Texas).
Die zweite Staffel spielt in Indianapolis (Indiana) und orientiert sich an einem vergleichbaren Ereignis, das an der Carmel High School im Jahr 2010 vorgefallen ist.
Für Staffel 3 wurde der Schauplatz der Handlung nach North Carolina verlegt und spielt unter anderem in der Stadt Greensboro im Guilford County. Die Dreharbeiten fanden jedoch in Südkalifornien und South Carolina statt. Hintergrund ist die Klage mehrerer Firmen, darunter auch der Walt Disney Company, zu denen der Fernsehsender ABC gehört, gegen ein von North Carolina im März 2016 verabschiedetes Gesetz, welches transgeschlechtliche Personen benachteiligt. Nach Angaben der Produzenten war es ihnen untersagt, in North Carolina zu drehen, obgleich der US-Bundesstaat wenig Anreiz für Filmemacher bietet.

## Ausstrahlung
Die Ausstrahlung der elf Folgen umfassenden ersten Staffel erfolgte in den Vereinigten Staaten vom 5. März bis 14. Mai 2015 auf ABC. Die deutschsprachige Premiere fand vom 16. März bis 25. Mai 2015 im Pay-TV-Sender 13th Street statt.
Die zweite Staffel lief in den Vereinigten Staaten vom 6. Januar bis 9. März 2016 bei ABC. Die deutschsprachige Erstausstrahlung der zweiten Staffel war vom 7. März bis 4. April 2016 im Pay-TV-Sender 13th Street zu sehen.
Die US-amerikanische Ausstrahlung von Staffel 3 lief vom 12. März bis 30. April 2017 bei ABC. Vom 21. Juni bis 5. Juli 2017 war die deutschsprachige Erstausstrahlung im Pay-TV-Sender 13th Street zu sehen.

## Besetzung und Synchronisation
Für die deutsche Synchronisation ist die Synchronfirma SDI Media GmbH in Berlin unter der Dialogregie von Dorette Hugo und Ursula Hugo verantwortlich.

### Staffel 1
| Rolle                          | Schauspieler        | Hauptrolle (Episoden) | Nebenrolle (Episoden) | Synchronsprecher          |
| ------------------------------ | ------------------- | --------------------- | --------------------- | ------------------------- |
| Barbara „Barb“ Hanlon          | Felicity Huffman    | 1–11                  |                       | Victoria Sturm            |
| Russ Skokie                    | Timothy Hutton      | 1–11                  |                       | Charles Rettinghaus       |
| Thomas „Tom“ Carlin            | W. Earl Brown       | 1–11                  |                       | Lutz Schnell              |
| Eve Carlin                     | Penelope Ann Miller | 1–11                  |                       | Sabine Arnhold            |
| Aubry Taylor                   | Caitlin Gerard      | 1–11                  |                       | Marie-Isabel Walke        |
| Alonzo Gutiérrez               | Benito Martinez     | 1–11                  |                       | Gerrit Hamann             |
| Anthony „Tony“ Gutiérrez       | Johnny Ortiz        | 1–11                  |                       | Maximilian Artajo         |
| Hector Tontz                   | Richard Cabral      | 1–11                  |                       | Constantin von Jascheroff |
| Carter Nix                     | Elvis Nolasco       | 1–11                  |                       | Asad Schwarz              |
| Jennifer „Jenny“ Gutiérrez     | Gleendylis Inoa     |                       | 1–11                  | Giovanna Winterfeldt      |
| Nancy Straumberg               | Lili Taylor         |                       | 2–9                   | Dorette Hugo              |
| Aliyah Shadeed geb. Doreen Nix | Regina King         |                       | 3–11                  | Svantje Wascher           |

### Staffel 2
| Rolle                 | Schauspieler        | Hauptrolle (Episoden) | Nebenrolle (Episoden) | Synchronsprecher    |
| --------------------- | ------------------- | --------------------- | --------------------- | ------------------- |
| Leslie Graham         | Felicity Huffman    | 1–10                  |                       | Victoria Sturm      |
| Dan Sullivan          | Timothy Hutton      | 1–10                  |                       | Charles Rettinghaus |
| Terri LaCroix         | Regina King         | 1–10                  |                       |                     |
| Kevin Lacroix         | Trevor Jackson      | 1–10                  |                       |                     |
| Anne Blaine           | Lili Taylor         | 1–10                  |                       |                     |
| Taylor Blaine         | Connor Jessup       | 1–10                  |                       |                     |
| Chris Dixon           | Elvis Nolasco       | 1–10                  |                       |                     |
| Eric Tanner           | Joey Pollari        | 1–10                  |                       |                     |
| Evy Dominguez         | Angelique Rivera    | 1–10                  |                       |                     |
| Steph Sullivan        | Hope Davis          |                       | 1–10                  | Marie Bierstedt     |
| Michael LaCroix       | André L. Benjamin   |                       | 1–10                  |                     |
| Rhys Bashir           | Faran Tahir         |                       | 1–5, 9                |                     |
| Becca Sullivan        | Sky Azure Van Vilet |                       | 1–2, 4–10             | Yvonne Greitzke     |
| Wes Baxter            | Michael Seitz       |                       | 1, 3–7                |                     |
| Curt Tanner           | Brent Anderson      |                       | 2–10                  |                     |
| Lillah Tanner         | Emily Bergl         |                       | 2–9                   |                     |
| Charler               | Christopher Stanley |                       | 2, 4–5, 8             |                     |
| Monica Ava            | Stephanie Sigman    |                       | 2–3, 9                |                     |
| Cammy Ross            | Lynn Blackburn      |                       | 2–3, 7, 9–10          |                     |
| Peter Tanner          | Ty Doran            |                       | 2–7, 9                | Jeremias Koschorz   |
| Sebastian De La Torre | Richard Cabral      |                       | 6–10                  |                     |

### Staffel 3
| Rolle            | Schauspieler       | Hauptrolle (Episoden) | Nebenrolle (Episoden) | Synchronsprecher   |
| ---------------- | ------------------ | --------------------- | --------------------- | ------------------ |
| Jeanette Hesby   | Felicity Huffman   | 1–8                   |                       |                    |
| Kimara Walters   | Regina King        | 1–8                   |                       |                    |
| Shae Reese       | Ana Mulvoy-Ten     | 1–6, 8                |                       | Josefin Hagen      |
| Luis Salazar     | Benito Martinez    | 1–4                   |                       |                    |
| Isaac Castillo   | Richard Cabral     | 1–4, 8                |                       |                    |
| Coy Henson       | Connor Jessup      | 1–4                   |                       |                    |
| Claire Coates    | Lili Taylor        | 4–8                   |                       |                    |
| Nicholas Coates  | Timothy Hutton     | 4–8                   |                       |                    |
| Gabrielle Durand | Mickaëlle X. Bizet | 4–8                   |                       |                    |
| Raelyn Boone     | Janel Moloney      |                       | 1, 5–8                |                    |
| Laurie Ann Hesby | Cherry Jones       |                       | 1–2, 4, 8             |                    |
| Carson Hesby     | Dallas Roberts     |                       | 1–5, 8                |                    |
| JD Hesby         | Tim DeKay          |                       | 1–4, 7–8              |                    |
| Abby Tanaka      | Sandra Oh          |                       | 1–2, 6, 8             | Christin Marquitan |
| Dustin Eagers    | Kurt Krause        |                       | 3–8                   | Christopher Kohn   |

## Auszeichnungen

### Staffel 1
- Gewonnen:
  - NAACP Image Award – Beste Serien-Nebendarstellerin – Drama – Regina King
  - Primetime-Emmy-Verleihung – Beste Nebendarstellerin in einer Miniserie oder einem Fernsehfilm – Regina King
  - Satellite Awards – Bestes Ensemble

- Nominierungen:
  - Critics’ Choice Television Awards – Beste Miniserie
  - Critics’ Choice Television Awards – Beste Hauptdarstellerin in einem Film oder Miniserie – Felicity Huffman
  - Critics’ Choice Television Awards – Bester Nebendarsteller in einem Film oder Miniserie – Elvis Nolasco
  - Golden Globe Awards – Beste Miniserie oder Fernsehfilm
  - Golden Globe Awards – Beste Hauptdarstellerin – Miniserie oder Fernsehfilm – Felicity Huffman
  - Golden Globe Awards – Beste Nebendarstellerin – Serie, Miniserie oder Fernsehfilm – Regina King
  - NAACP Image Award – Beste Serie
  - Primetime-Emmy-Verleihung – Beste Miniserie
  - Primetime-Emmy-Verleihung – Bester Hauptdarsteller in einer Miniserie oder einem Fernsehfilm – Timothy Hutton
  - Primetime-Emmy-Verleihung – Beste Hauptdarstellerin in einer Miniserie oder einem Fernsehfilm – Felicity Huffman
  - Primetime-Emmy-Verleihung – Bester Nebendarsteller in einer Miniserie oder einem Fernsehfilm – Richard Cabral
  - Primetime-Emmy-Verleihung – Bestes Drehbuch bei einer Miniserie oder einem Fernsehfilm – John Ridley
  - Satellite Awards – Beste Fernsehserie – Drama
  - Satellite Awards – Beste Fernsehserie – Drama
  - Satellite Awards – Bester Darsteller in einer Serie – Drama – Timothy Hutton
  - Satellite Awards – Bester Darstellerin in einer Serie – Drama – Felicity Huffman
  - Satellite Awards – Bester Nebendarsteller in einer Miniserie oder einem Fernsehfilm – Elvis Nolasco
  - Satellite Awards – Bester Nebendarstellerin in einer Miniserie oder einem Fernsehfilm – Regina King

### Staffel 2
- Gewonnen:
  - Critics’ Choice Television Awards – Beste Nebendarstellerin in einem Fernsehfilm oder einer Miniserie – Regina King
  - Primetime-Emmy-Verleihung – Beste Nebendarstellerin in einer Miniserie oder einem Fernsehfilm – Regina King

- Nominierungen:
  - Primetime-Emmy-Verleihung – Beste Miniserie
  - Primetime-Emmy-Verleihung – Beste Hauptdarstellerin in einer Miniserie oder einem Fernsehfilm – Felicity Huffman
  - Primetime-Emmy-Verleihung – Beste Hauptdarstellerin in einer Miniserie oder einem Fernsehfilm – Lili Taylor
  - Critics’ Choice Television Awards – Beste Hauptdarstellerin in einem Fernsehfilm oder einer Miniserie – Felicity Huffman
  - Critics’ Choice Television Awards – Beste Hauptdarstellerin in einem Fernsehfilm oder einer Miniserie – Lili Taylor
  - Golden Globe Awards – Beste Miniserie oder Fernsehfilm
  - Golden Globe Awards – Beste Hauptdarstellerin – Miniserie oder Fernsehfilm – Felicity Huffman
  - Screen Actors Guild Awards – Beste Darstellerin in einem Fernsehfilm oder Miniserie – Felicity Huffman
  - Writers Guild of America Awards – Best Long-Form – Original – Julie Hébert, Sonay Hoffman, Keith Huff, Stacy A. Littlejohn, Kirk A. Moore, Davy Perez, Diana Son

### Staffel 3
- Nominierungen:
  - Primetime-Emmy-Verleihung – Beste Hauptdarstellerin in einer Miniserie oder einem Fernsehfilm – Felicity Huffman
  - Primetime-Emmy-Verleihung – Beste Nebendarstellerin in einer Miniserie oder einem Fernsehfilm – Regina King